# MBH Bank Ballan CSB
Das Team MBH Bank Ballan CSB ist ein italienisches Radsportteam mit Sitz in Almè.

## Organisation und Geschichte
Das Team Colpack wurde bereits 1999 als Radsportverein gegründet. Hauptsponsor und Namensgeber ist der italienische Hersteller von Verpackungsmaterialien Colpack. Bis 2016 war das Team inoffizielles Nachwuchsteam von Lampre-Merida. Aus dem Verein heraus schafften Radrennfahrer wie Filippo Ganna, Simone Consonni und Fausto Masnada den Übergang zum Profi-Radsportler. Nach dem Ausstieg von Merida als Sponsor bei Lampre-Merida wurde das Team Colpack zum Nachwuchsteam von Bahrain-Merida. Die Annäherung zwischen Bahrain-Merida und dem Team Colpack wurde durch die Firma Merida ermöglicht, die zu diesem Zeitpunkt beide Teams mit Fahrrädern ausstattete.
Seit 2019 besitzt das Team eine eigene Lizenz als UCI Continental Team. Bereits im ersten Jahr als Continental Team konnte das Team durch Andrea Bagioli sechs Erfolge verzeichnen. Zur Saison 2020 kam Ballan, ein Hersteller von Sicherheitstüren und -toren, als zweiter Hauptsponsor dazu, nachdem die Firma schon in den 1990er Jahren als Sponsor aktiv war (Team Ballan-Alessio). Seit der Saison 2024 ist die ungarische MBH Bank weiterer Titelsponsor des Teams, seitdem sind auch mehrere ungarische Radrennfahrer Mitglied der Mannschaft.
Das Team Colpack Ballan beschäftigt ausschließlich U23-Fahrer. Haupteinsatzgebiet des Teams sind die UCI Europe Tour sowie die Rennen des nationalen Kalenders in Italien.

## Saison 2025
Mannschaft
| Teamkader 2025          | Teamkader 2025     | Teamkader 2025 | Teamkader 2025                        |
| Name                    | Geburtsdatum       | Land           | Vorheriges Team                       |
| ----------------------- | ------------------ | -------------- | ------------------------------------- |
| Matteo Ambrosini        | 23. April 2002     | Italien        |                                       |
| Christian Bagatin       | 14. Juni 2002      | Italien        | SIAS Rime (2023)                      |
| Zsombor Balogh          | 10. April 2006     | Ungarn         |                                       |
| Diego Bracalente        | 6. Dezember 2004   | Italien        |                                       |
| Gabriele Casalini       | 9. Oktober 2004    | Italien        |                                       |
| Cesare Chesini          | 11. März 2004      | Italien        | Zalf Euromobil Fior (2024)            |
| Edoardo Cipollini       | 27. April 2005     | Italien        |                                       |
| Luca Cretti             | 30. Juni 2001      | Italien        | Casillo-Petroli Firenze-Hopplà (2022) |
| Matteo Fiorin           | 14. Juni 2005      | Italien        |                                       |
| Bálint Makrai           | 6. Oktober 2006    | Ungarn         |                                       |
| Lorenzo Masciarelli     | 22. Oktober 2003   | Italien        |                                       |
| Lorenzo Nespoli         | 30. September 2004 | Italien        |                                       |
| Pavel Novák             | 3. Dezember 2004   | Tschechien     | Ciclistica Trevigliese (2022)         |
| Manuel Oioli            | 17. Mai 2003       | Italien        | Q36.5 Continental (2024)              |
| Samuel Quaranta         | 15. April 2002     | Italien        |                                       |
| Enrico Simoni           | 22. Juni 2006      | Italien        |                                       |
| Zsombor Tamás Takács    | 6. Januar 2006     | Ungarn         |                                       |
| Márk Valent             | 11. Juni 2004      | Ungarn         | Epronex-Hungary Cycling Team (2023)   |
| Barnabás Vas            | 23. Februar 2006   | Ungarn         |                                       |
| Leonardo Vesco          | 30. Juli 2005      | Italien        |                                       |
|                         |                    |                |                                       |
| Quelle: ProCyclingStats |                    |                |                                       |

Erfolge
| Siege    | Siege                         | Siege   | Siege  | Siege           | Siege |
| Datum    | Rennen                        | Staat   | Klasse | Sieger          |       |
| -------- | ----------------------------- | ------- | ------ | --------------- | ----- |
| 22. Apr. | Gran Premio Palio del Recioto | Italien | 1.2U   | Lorenzo Nespoli |       |

## Erfolge als Continental Team
| Rennserie                 | 2019 | 2020 | 2021 | 2022 | 2023 | 2024 |
| ------------------------- | ---- | ---- | ---- | ---- | ---- | ---- |
| UCI ProSeries             | -    | -    | -    | -    | -    | -    |
| UCI Continental Circuits  | 6    | 1    | 9    | 2    | 6    | 4    |
| nationale Meisterschaften | -    | -    | 1    | -    | -    | -    |

## Platzierungen in UCI-Ranglisten
UCI-Weltrangliste
| World Ranking | World Ranking | World Ranking               | World Ranking |
| Jahr          | Teamwertung   | Einzelwertung               |               |
| ------------- | ------------- | --------------------------- | ------------- |
| 2019          | 138.          | Andrea Bagioli (671. )      |               |
| 2020          | 108.          | Antonio Tiberi (753. )      |               |
| 2021          | 35.           | Filippo Baroncini (115. )   |               |
| 2022          | 88.           | Nicolas David Gómez (407. ) |               |
| 2023          | 82.           | Sergio Meris (654. )        |               |
| 2024          | 76.           | Florian Kajamini (451. )    |               |
|               |               |                             |               |
| Quelle: UCI   |               |                             |               |